# Afrowiórki (plemię ssaków)
Afrowiórki, wiewiórki ziemne (Xerini) – plemię ssaków z podrodziny afrowiórek (Xerinae) w obrębie rodziny wiewiórkowatych (Sciuridae).

## Zasięg występowania
Plemię obejmuje gatunki występujące w Afryce i Azji Środkowej.

## Systematyka

### Podział systematyczny
Do plemienia należą następujące występujące współcześnie rodzaje:
- Spermophilopsis Blasius, 1884 – susłowiec – jedynym przedstawicielem jest Spermophilopsis leptodactylus (Lichtenstein, 1823) – susłowiec szponiasty
- Atlantoxerus Forsyth Major, 1893 – berberyjka – jedynym występującym współcześnie przedstawicielem jest Atlantoxerus getulus (Linnaeus, 1758) – berberyjka marokańska
- Xerus Hemprich & Ehrenberg, 1833 – afrowiórka – jedynym występującym współcześnie przedstawicielem jest Xerus rutilus (Cretzschmar, 1828) – afrowiórka gładka
- Geosciurus A. Smith, 1834
- Euxerus O. Thomas, 1909 – jedynym przedstawicielem jest Euxerus erythropus (É. Geoffroy Saint-Hilaire, 1803) – afrowiórka pręgowana

Opisano również rodzaje wymarłe:
- Aragoxerus Cuenca-Bescós, 1988[11] – jedynym przedstawicielem był Aragoxerus ignis (Cuenca-Bescós, 1986)
- Heteroxerus Stehlin & Schaub, 1951[12]
- Kherem Minjin, 2004[13]
- Sabara Viriot, Peláez-Campomanes, Vignaud, Andossa, Mackaye & Brunet, 2011[14] – jedynym przedstawicielem był Sabara oralacus Viriot, Peláez-Campomanes, Vignaud, Andossa, Mackaye & Brunet, 2011